# エリスロバクター属
エリスロバクター属（ーぞく、Erythrobacter）はエリスロバクター科のタイプ属で、グラム陰性好気性非芽胞形成光合成桿菌。極鞭毛を有し、運動性がある。基準種はエリスロバクター・ロングスで、名称は赤い桿菌を意味する。
アオノリなどの海藻から発見されており、好塩性。生育にはビオチンを必要とする。光合成はバクテリオクロロフィルaによって行われるが、光があっても嫌気条件下では生育できない、化学合成有機従属栄養生物である。グルコースや酢酸、酪酸、グルタミン酸等を利用することができる。細胞は黄色やオレンジ色、ピンク色などのものがある。